# Steve Reich
Stephen Michael Reich, detto Steve (New York, 3 ottobre 1936), è un compositore statunitense, noto per essere stato uno dei pionieri del minimalismo musicale dalla metà alla fine degli anni sessanta.
Il lavoro di Reich è caratterizzato dall'uso di frasi musicali ripetitive, lenti ritmi armonici e canoni. Reich esplicò questo concetto nel suo saggio, Music as a Gradual Process affermando, "sono interessato ai processi percepibili. Voglio essere in grado di ascoltare il processo in atto lungo il corso dell'esecuzione musicale". A tal proposito, i suoi lavori giovanili sperimentano il defasamento, una tecnica che prevede che una o più frasi musicali ripetitive vengano eseguite a un ritmo diverso rispetto alle altre, portandole a defasarsi. Questo crea nuovi pattern musicali attraverso un processo che è contemporaneamente udibile in maniera chiara.
Altre sue innovazioni includono l'utilizzo di tape loops per comporre patterns sincronizzati, come nelle composizioni giovanili It's Gonna Rain (1965) e Come Out (1966), e l'uso di una sintassi musicale che pone il processo al centro dello sviluppo musicale, come in Pendulum Music (1968) e Four Organs (1970). Lavori come Drumming (1971) e Music for 18 Musicians (1976), entrambi riconosciuti come dei punti di riferimento del minimalismo e importanti influenze per la musica sperimentale, il rock e la musica elettronica, hanno favorito il riconoscimento del minimalismo come nuovo movimento musicale.
Lo stile compositivo di Reich ha influenzato molti artisti e gruppi musicali contemporanei, specialmente nei Paesi anglofoni. Secondo il critico musicale Andrew Clements del The Guardian, Steve Reich è "uno dei pochi compositori che può affermare di aver cambiato la direzione della storia della musica"; Il New York Times lo colloca "...tra i più grandi compositori del secolo"; The New Yorker parla di lui come «...il pensatore musicale più originale del nostro tempo»; e, The Village Voice, lo definisce semplicemente "...il più grande compositore americano vivente".
Nel 2006 Steve Reich è stato insignito del prestigioso Premio Imperiale e nel 2007 del Polar Music Prize per "una nuova concezione della musica, supportata dall'uso di elementi realistici, legati alla vita quotidiana, ed elementi della musica tradizionale dell'Africa e dell'Asia" Reich "ha aperto nuove strade, creando un dialogo tra cultura popolare e cultura colta, tra modernità occidentale e tradizioni extraeuropee, realizzando una felice combinazione di complessità e trasparenza".
Nel 2014 gli è stato assegnato dalla Biennale Musica di Venezia il Leone d'oro alla carriera, al proposito del quale ha detto: "Questo premio è il segno del cambiamento delle cose; doveva arrivare prima, ma meglio tardi che mai" (in relazione al fatto che fosse il primo compositore "minimalista" a ottenere il riconoscimento).

## Biografia

### Primi anni
Reich è nato a New York City da genitori ebrei, la paroliera di Broadway June Carroll e Leonard Reich. I suoi genitori si separarono quando aveva un anno, fino al 1942 si trovò a vivere tra New York con il padre, dove fu cresciuto dalla sua governante Virginia Mitchell, e Los Angeles durante le vacanze con la madre, che si risposò con Sidney Carroll dal quale ebbe altri tre figli tra cui l'autore di fantasy Jonathan Carroll. All'età di cinque anni dovette iniziare la scuola, così rimase con suo padre, che fu colui che lo allevò davvero. All'età di sette anni iniziò a prendere lezioni di pianoforte, in modo convenzionale, che in seguito descrisse come "crescere con i favoriti della classe media" - la Quinta di Beethoven, l'Incompiuta di Schubert, l'ouverture di I maestri cantori di Norimberga, gli spettacoli di Broadway, registrazioni di Caruso, ecc., senza aver ascoltato alcuna musica scritta né prima del 1750, né dopo il 1900. All'età di quattordici anni scopre Stravinsky, Bach e che acquista i suoi primi dischi jazz di Miles Davis, Charlie Parker e Kenny Clark.
Tutto questo gli fece venire voglia di suonare jazz, e poiché il suo migliore amico era un pianista migliore di lui, decise di diventare batterista e iniziò a studiare percussioni con Roland Kohloff, un musicista locale che sarebbe poi diventato timpanista per la New York Philharmonic. Reich suonò in diversi gruppi jazz durante gli anni del liceo. Durante questo periodo ampliò anche i suoi interessi musicali, ascoltando musica barocca (e precedente), nonché musica del XX secolo: Stravinskij, che sarebbe stata una delle sue passioni, poi Bartok e infine Schönberg. Entrò alla Cornell University e si dedicò principalmente alla filosofia, laureandosi con lode nel 1957 con una tesi su Ludwig Wittgenstein (i cui testi saranno utilizzati anni dopo da Reich in alcune sue opere come Proverb e You Are (Variations)), ma seguì anche alcuni corsi di musica con William Austin. Austin era un compositore, pianista e musicologo che insegnava "Storia della musica" in un modo molto particolare, che influenzerà Reich: la prima parte iniziava con il canto gregoriano, passava a Johann Sebastian Bach, per poi arrivare immediatamente a Stravinskij, Duke Ellington, Charlie Parker e Bela Bartok; la seconda parte iniziava con Haydn e terminava con Wagner.
L'anno dopo la laurea studiò composizione privatamente con Hall Overton, un pianista allievo di Vincent Persichetti e amico di Thelonious Monk, una combinazione che Reich ritenne fondamentale per i suoi gusti musicali. Hall lo esortò a migliorare la sua tecnica pianistica studiando i brani del Mikrokosmos di Bartok e, dopo un anno, gli consigliò di entrare alla Juillard School of Music, dove lui stesso era professore. Dal 1958 al 1961 vi lavorò con William Bergsma e con Persichetti, che Reich ricorda come un insegnante e una persona meravigliosa. In quegli anni conosce Philip Glass, con il quale instaurerà un buon rapporto di amicizia. Decise di andare sulla costa occidentale, per laurearsi al Mills College, a Oakland (baia di San Francisco, California),  presso il quale insegnavano Darius Milhaud e Luciano Berio.
Tuttavia, Reich in seguito avrebbe affermato che il tempo trascorso alla Mills fu noioso e frustrante, e che era stato prezioso per lui solo perché lo aveva portato nella direzione opposta a quella che si aspettava. Nei suoi primi tentativi compositivi, Reich sperimentò la dodecafonia e il serialismo, ponendo però più enfasi sugli aspetti ritmici della serie che su quelli melodici. Commentando un suo pezzo per orchestra d'archi, Berio osservò alcune tendenze tonali e raccomandò che, se voleva essere tonale, avrebbe dovuto scrivere vera musica tonale. Quel consiglio fu per lui l'influenza più preziosa, oltre ad ascoltare gli esempi musicali che Berio esponeva in classe, attraverso i quali formò il suo gusto musicale.
Nel giugno del 1963 conseguì il diploma di master in composizione musicale, con un pezzo di jazz dodecafonico, scritto per pianoforte, basso, batteria, sax tenore e tromba, da lui stesso definito, anni dopo, "un pezzo di bassissimo livello che io vorrei dimenticare". Il brano fu eseguito dallo stesso Reich al pianoforte e dai membri del suo gruppo, John Gibson, Paul Breslin e Gwen Watson.

### Carriera
Dopo il diploma Reich si dedicò alla composizione delle colonne sonore dei film Plastic Haircut (1963), Oh Dem Watermelons (1965), and Thick Pucker (1965), del regista Robert Nelson. La colonna sonora di Plastic Haircut, composta nel 1963, era un breve collage su nastro, forse il primo di Reich. La colonna sonora di Watermelons utilizzava due minstrel tunes del XIX secolo come base e utilizzava fraseggi ripetuti insieme in un ampio canone in cinque parti. La musica di Thick Pucker è nata dalle registrazioni di strada che Reich fece mentre passeggiava per San Francisco con Nelson, che filmò in bianco e nero in 16mm. Di questo film oggi non vi è più traccia. Un quarto film del 1965, della durata di circa 25 minuti e intitolato provvisoriamente Thick Pucker II, fu assemblato da Nelson a partire dagli scarti di quelle riprese e da altro audio grezzo che Reich aveva registrato. Nelson non era soddisfatto del risultato finale così non lo pubblicò mai.
Reich in questo periodo fu influenzato dal collega minimalista Terry Riley, il cui lavoro In C combina semplici modelli musicali, sfalsati nel tempo, per creare un insieme coeso che cambia lentamente. Reich adottò questo approccio per comporre la sua prima opera importante, It's Gonna Rain. Composto nel 1965, il pezzo utilizzava un frammento di un sermone sulla fine del mondo tenuto da un predicatore di strada nero pentecostale noto come fratello Walter. Reich trasferì le ultime tre parole del frammento su più loop di nastro che gradualmente andavano fuori fase l'uno con l'altro, generando effetti ritmici e timbrici inaspettati.
Come Out (1966), di tredici minuti, utilizza registrazioni manipolate in modo simile di una singola frase pronunciata da Daniel Hamm, ragazzo di colore gravemente ferito dalla polizia. Reich anche in questo caso il frammento su due canali, che inizialmente vengono riprodotti all'unisono. Perdono rapidamente la sincronia; gradualmente la discrepanza si allarga e diventa un riverbero. Le due voci poi si dividono in quattro, ripetute in loop continuo, poi in otto, e continuano a dividersi finché le parole effettive non diventano incomprensibili, lasciando all'ascoltatore solo gli schemi ritmici e tonali del discorso.
Melodica (1966) prende l'idea del looping di fase dei suoi lavori precedenti e la applica alla musica strumentale. Steve Reich in questo caso utilizza una semplice melodia, che ha suonato su una melodica, e successivamente l'ha registrata. Quindi imposta la melodia su due canali separati e li sposta lentamente fuori fase, creando un'intricata melodia a incastro. Questo pezzo è molto simile a "Come Out" nella struttura ritmica, ed è un esempio di come un processo ritmico possa essere realizzato in suoni diversi per creare due diversi brani musicali. Melodica rappresenta l'ultima fatica del Reich "elettronico"; da allora in poi il compositore infatti inizierà a sperimentare la tecnica del defasamento con gli strumenti acustici senza l'ausilio di nastri.
Il primo tentativo di Reich di tradurre la tecnica del defasamento dal nastro registrato all'esecuzione dal vivo fu  Piano Phase del 1967, per due pianoforti. In questo lavoro gli esecutori ripetono una rapida figura melodica di dodici note, inizialmente all'unisono. Mentre un musicista mantiene il tempo con precisione robotica, l'altro accelera leggermente finché le due parti non si allineano di nuovo, ma a un sedicesimo di distanza. Il secondo esecutore riprende quindi il tempo precedente. Questo ciclo di accelerazione e poi bloccaggio continua per tutto il pezzo; il ciclo chiude il cerchio tre volte, il secondo e il terzo ciclo utilizzano versioni più brevi della figura iniziale. Su queste stesse linee si sviluppa Violin Phase, anch'esso scritto nel 1967. Piano Phase e Violin Phase sono stati presentati in anteprima in una serie di concerti tenuti nelle gallerie d'arte di New York.
Un esempio simile e meno conosciuto di questa cosiddetta "musica di processo" è Pendulum Music (1968), che consiste nel suono di diversi microfoni che oscillano sugli altoparlanti a cui sono collegati, producendo feedback nel momento in cui sono allineati allo stesso altoparlante. Pendulum Music non è mai stato registrato dallo stesso Reich, ma è stato presentato al pubblico dai Sonic Youth alla fine degli anni '90.
Reich cercò anche di creare il "phasing" in un pezzo "che non avrebbe avuto bisogno di alcuno strumento oltre al corpo umano". Trovò che l'idea della messa in fase era inappropriata per i semplici modi che stava sperimentando per produrre il suono. Compose quindi Clapping Music (1972), in cui i musicisti non hanno bisogno nient'altro che delle loro mani per eseguire uno specifico ritmo. In questo caso però gli esecutori non velocizzano e rallentano a seconda dell'occasione, ma uno dei due mantiene il ritmo costante mentre l'altro esecutore si sposta di un ottavo ogni dodici battute, finché entrambi gli esecutori non tornano a eseguire il medesimo ritmo all'unisono 144 battute dopo.
La tecnica del defasamento viene ulteriormente reinterpretata da Reich, introducendo con Four Organs (1970) l'idea di rallentare un suono registrato senza cambiare altezza o timbro. Il pezzo prevede che le maracas mantengano un ritmo costante in ottavi, mentre i quattro organi sottolineano alcune crome utilizzando un accordo di undicesima di dominante. In contrasto con la tipica struttura ciclica di Reich, Four Organs è l'unico tra i suoi lavori a usare una struttura lineare. Four Organs è stato eseguito come parte di un programma della Boston Symphony Orchestra ed è stata la prima composizione di Reich a essere eseguita in un ampio sala da concerto tradizionale.

#### Gli anni settanta
Nel 1970, Reich intraprese un viaggio di cinque settimane per studiare musica in Ghana, durante il quale imparò l'arte circolare africana dal maestro di percussioni Gideon Alorwoyie. Reich studiò anche il gamelan balinese a Seattle nel 1973 e nel 1974. Dalla sua esperienza africana, e dagli studi di A. M. Jones contenuti in Studies in African Music sulla musica degli Ewe, Reich trasse ispirazione per il suo lavoro Drumming, che compose poco dopo il suo ritorno. Composto per un ensemble di percussioni di nove elementi con voci femminili e ottavino, Drumming segnò l'inizio di una nuova fase nella sua carriera, poiché in questo periodo formò il suo ensemble, Steve Reich and Musicians, e con loro si concentrava sempre più sulla composizione e sull'esecuzione. Steve Reich and Musicians, sarebbe stato l'unico ensemble a interpretare le sue opere per molti anni, ed è ancora tutt'oggi attivo.
Dopo "Drumming", Reich abbandonò la tecnica del defasamento di cui era stato pioniere e iniziò a scrivere pezzi più elaborati, basandosi anche sulle tecniche del contrappunto barocco. Fu durante questo periodo che scrisse opere come Music for Mallet Instruments, Voices and Organ (1973) e Six Pianos (1973).
Nel 1974, Reich iniziò a scrivere Music for 18 Musicians. Questo pezzo coinvolgeva molte nuove idee, sebbene si rifacesse anche a pezzi precedenti. L'opera è basata su una serie ciclica di undici accordi. Ogni singolo pezzo è basato su uno degli accordi, e alla fine dell'esecuzione si ritorna al punto originario. Le sezioni si intitolano semplicemente Pulses e Section da I a XI. Music for 18 Musicians è stato il primo tentativo di Reich fatto per grandi formazioni orchestrali, e la gran quantità di musicisti sulla scena fa sì che si generi una crescita di effetti psicoacustici, che affascinarono Reich, il quale ha dichiarato di voler approfondire questo campo. Un fattore nodale in questo lavoro è sicuramente l'incremento di armonie e melodie, e il modo in cui queste si sviluppano nel brano. Un altro importante fattore è l'uso del respiro umano, principalmente nei clarinetti e nelle voci, che contribuisce a dare struttura e impulso al brano. Il musicista suona la nota pulsante fin quando può sostenerla col respiro, mentre ogni accordo è interpretato dall'orchestra, assieme alle vigenti note sostenute dal fiato nell'espirazione. Il vibrafono è usato per indicare all'orchestra il passaggio e le transizioni tra le "Sections".
Reich esplorò ulteriormente queste idee nei suoi pezzi Music for a Large Ensemble (1978) e Octet (1979). In questi due lavori, Reich sperimentò nuovamente "il respiro umano come misura della durata musicale". Le voci umane fanno parte della tavolozza musicale in Music for a Large Ensemble ma le parti vocali senza parole fanno semplicemente parte della trama (come in Drumming e Music for 18 Musicians). Con Octet e il suo primo pezzo orchestrale Variations for Winds, Strings and Keayboards (sempre del 1979), la musica di Reich mostrò l'influenza della cantillazione ebraica, che aveva studiò in Israele dall'estate del 1977. Successivamente, la voce umana giocherà un ruolo sempre più importante nella musica di Reich.
Nel 1974 Reich pubblicò il libro Writings About Music, contenente saggi sulla sua filosofia, estetica e progetti musicali scritti tra il 1963 e il 1974. Una raccolta aggiornata e molto più ampia, Writings On Music (1965–2000), è stata pubblicata nel 2002.

#### Gli anni ottanta

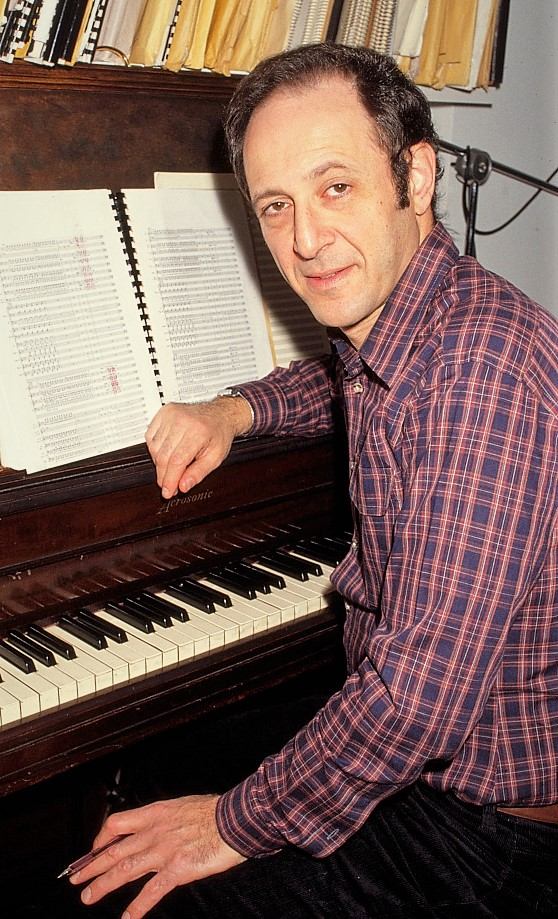
Reich all'inizio degli anni ottanta

Il lavoro di Reich assunse un carattere più oscuro negli anni '80 con l'introduzione di temi storici e della sua eredità ebraica. Tehillim (1981), è la prima delle opere di Reich ad attingere esplicitamente alla sua cultura ebraica. L'opera è in quattro parti ed è composta per un ensemble di quattro voci femminili (un soprano leggero, due soprani lirici e un contralto), piccolo, flauto, oboe, corno inglese, due clarinetti, sei percussioni (tamburello accordati senza jingle, battiti di mani, maracas, marimba, vibrafono e crotali), due organi elettronici, due violini, viola, violoncello e contrabbasso, con voci, archi e fiati amplificati. Tehillim è un allontanamento dagli altri lavori di Reich nella sua struttura formale; l'impostazione dei testi su più righe anziché i frammenti utilizzati nelle opere precedenti rende la melodia un elemento sostanziale. Anche l'uso del contrappunto formale e dell'armonia funzionale contrasta con le opere minimaliste liberamente strutturate scritte in precedenza.
Different Trains (1988), per quartetto d'archi e nastro, utilizza il parlato registrato, come nei suoi lavori precedenti, ma questa volta come elemento melodico piuttosto che ritmico. In "Different Trains", Reich confronta e contrappone i ricordi d'infanzia dei suoi viaggi in treno tra New York e la California nel 1939-1941 con i treni molto diversi utilizzati per trasportare i bambini europei contemporanei verso la morte nei campi di sterminio nazisti. La registrazione di Different Trains del Kronos Quartet ha ricevuto il Grammy Award alla miglior composizione di musica contemporanea nel 1990. La composizione è stata descritta da Richard Taruskin come "l'unica risposta musicale adeguata - una delle poche risposte artistiche adeguate con qualsiasi mezzo - all'Olocausto", e attribuì al pezzo il merito di aver fatto guadagnare a Reich un posto tra i grandi compositori del XX secolo.

#### Gli anni novanta
Nel 1993, Reich ha collaborato con sua moglie, la videoartista Beryl Korot, all'opera The Cave, che esplora le radici del giudaismo, del cristianesimo e dell'islam attraverso le parole di israeliani, palestinesi e americani, echeggiate musicalmente dall'ensemble. L'opera, per percussioni, voci e archi, è un documentario musicale, che prende il nome dalla Tomba dei Patriarchi a Hebron, dove ora si trova una moschea e si dice che Abramo sia stato sepolto.
Reich ha utilizzato tecniche di campionamento per brani come Three Tales e City Life del 1994. Reich è tornato a comporre opere puramente strumentali per la sala da concerto, a partire da Triple Quartet del 1998 scritto per il Kronos Quartet che può essere eseguito da un quartetto d'archi e nastri, tre quartetti d'archi o orchestra d'archi di 36 elementi. Secondo Reich, il pezzo è influenzato dai quartetti d'archi di Bartók e Alfred Schnittke e da Yo Shakespeare di Michael Gordon.

#### Anni 2000
La serie strumentale per le sale da concerto è continuata con Dance Patterns (2002), Cello Counterpoint (2003), e molteplici lavori incentrati sulle variazioni: You Are (Variations) (2004), Variations for Vibes, Pianos, and Strings (2005) e Daniel Variations (2006). You Are ripercorre la scrittura vocale di Tehillim e The Desert Music mentre le Daniel Variations, che Reich definì "molto più oscure, non è per niente ciò per cui sono conosciuto", sono in parte ispirati dalla morte di Daniel Pearl.
Nel 2002 Reich è stato invitato da Walter Fink all'annuale Komponistenporträt del Rheingau Musik Festival, come dodicesimo compositore.
Nel 2009 ha vinto il premio Pulitzer per la musica con il brano Double Sextet.

#### Anni 2010
Reich ha presentato in anteprima un pezzo, WTC 9/11, scritto per quartetto d'archi e nastri (una strumentazione simile a quella di Different Trains) nel marzo 2011. È stato eseguito dal Kronos Quartet, alla Duke University, Carolina del Nord.
Il 5 marzo 2013, la London Sinfonietta, diretta da Brad Lubman, ha eseguito alla Royal Festival Hall di Londra la prima mondiale di Radio Rewrite per ensemble con undici esecutori, ispirato alla musica dei Radiohead. Il programma comprendeva anche Double Sextet per ensemble con dodici elementi, Clapping Music, per due persone e quattro mani con lo stesso Reich insieme al percussionista Colin Currie, Electric Counterpoint, con la chitarra elettrica di Mats Bergström accompagnata da una colonna sonora a più livelli, oltre a due piccoli pezzi d'insieme di Reich, uno per strumenti acustici, l'altro per strumenti elettrici e nastro.
Music for Ensemble and Orchestra è stato presentato in anteprima il 4 novembre 2018 dalla Los Angeles Philharmonic diretta da Susanna Mälkki alla Walt Disney Concert Hall, segnando il ritorno di Reich alla scrittura di una brano per orchestra dopo un intervallo di oltre trent'anni.
Reich vive con sua moglie Beryl Korot in una casa nell'Upstate New York dal 2006.

## Influenza
Lo stile di composizione di Reich ha influenzato molti altri compositori e gruppi musicali, tra cui John Adams, Michael Nyman, Björk, la band di rock progressivo King Crimson, il chitarrista new age Michael Hedges, il musicista art-pop ed elettronico Brian Eno, l'artista di intelligent dance music Aphex Twin, il gruppo di musica sperimentale the Residents, i gruppi di musica elettronica Underworld, Autechre e Matmos, i compositori associati al festival Bang on a Can (tra cui David Lang, Michael Gordon e Julia Wolfe) e numerosi musicisti indie rock incluso il cantautore Sufjan Stevens e Matthew Healy, e gruppi come i Tortoise, Godspeed You! Black Emperor, Sonic Youth e Stereolab.
John Adams ha commentato: "Non ha tanto reinventato le ruote, quanto piuttosto ci ha mostrato un nuovo modo di guidare". Ha anche influenzato artisti visivi come Bruce Nauman, e molti importanti coreografi hanno ballato sulla sua musica, Eliot Feld, Jiří Kylián, Douglas Lee e Jerome Robbins tra gli altri; ha espresso una particolare ammirazione per il lavoro di Anne Teresa De Keersmaeker ambientato nei suoi pezzi.
Inserendo un Sample di Electric Counterpoint di Reich (1987) nella traccia del 1990 Little Fluffy Clouds, il gruppo britannico ambient techno the Orb ha esposto una nuova generazione di ascoltatori alla sua musica. Nel 1999 l'album Reich Remixed conteneva remixe di una serie di lavori di Reich di vari produttori di musica dance elettronica, come DJ Spooky, Ken Ishii e Coldcut tra gli altri.
Reich cita spesso Pérotin, J. S. Bach, Debussy, Bartók e Stravinsky come compositori che ammira e che lo hanno fortemente influenzato quando era giovane. Il jazz è una parte importante della formazione dello stile musicale di Reich, e due delle prime influenze sul suo lavoro furono i cantanti Ella Fitzgerald e Alfred Deller, la cui enfasi sulle capacità artistiche della sola voce furono fonte di ispirazione per i suoi primi lavori. Anche lo stile di John Coltrane, che Reich ha descritto come "suonare molte note su pochissime armonie", ha avuto un impatto; di particolare interesse è stato l'album Africa/Brass, che "era praticamente una mezz'ora in mi". L'influenza di Reich dal jazz affonda le sue radici anche nella musica dell'Africa occidentale che ha studiato nelle sue letture e nel viaggio in Ghana. Altre influenze importanti sono Kenny Clarke e Miles Davis, e artisti visivi come Sol LeWitt e Richard Serra. Reich ha anche dichiarato di ammirare la musica della band Radiohead, che lo ha portato a comporre "Radio Rewrite".

## Composizioni
- Colonna sonora di The Plastic Haircut, per nastro magnetico (1963)
- It's Gonna Rain, per nastro magnetico (1965)
- Colonna sonora per Oh Dem Watermelons, per nastro magnetico (1965)
- Come Out, per nastro magnetico (1966)
- Melodica, melodica e nastro magnetico (1966)
- Piano Phase per due pianoforti (1967)
- Slow Motion Sound concept piece (1967)
- Violin Phase per violini o violino e nastro magnetico (1967)
- My Name Is per tre registratori magnetici (1967)
- Pendulum Music per 4 microfoni e amplificatori (1968)
- Four Organs per 4 organi elettrici e maracas (1970)
- Phase Patterns per 4 organi elettrici (1970)
- Drumming per percussioni, due voci, ottavino (1970-1971)
- Clapping Music per due esecutori (1972)
- Music for Pieces of Wood per 4 esecutori (1973)
- Six Pianos per 6 pianoforti (1973) - trascritto per sei marimbe in Six Marimbas (1986)
- Music for Mallet Instruments, Voices and Organ per ensemble (1973)
- Music for 18 Musicians per 18 esecutori (1974–76)
- Music for a Large Ensemble per ensemble (1978)
- Octet (1979) - per 8 esecutori. Una versione successiva dal titolo Eight Lines scritta nel 1983 per un ensemble leggermente più ampio
- Variations for Winds, Strings and Keyboards per orchestra (1979)
- Tehillim per voci e ensemble (1981)
- Vermont Counterpoint per flauti amplificati e nastro (1982)
- The Desert Music per coro, voci e orchestra (1984, testi di William Carlos Williams)
- Sextet per tastiere e percussioni (1984)
- New York Counterpoint per clarinetti amplificati e nastro (1985)
- Three Movements per orchestra (1986)
- Electric Counterpoint per chitarra elettrica e nastro (1987, per Pat Metheny)
- The Four Sections per orchestra (1987)
- Different Trains per quartetto d'archi e nastro (1988)
- The Cave per 4 voci, ensemble e video (1993, con Beryl Korot)
- Duet per due violini e ensemble (1993)
- Nagoya Marimbas per due marimbe (1994)
- City Life per nastro e ensemble amplificato (1995)
- Proverb per voci e ensemble (1995, su testi di Ludwig Wittgenstein)
- Triple Quartet per quartetto d'archi amplificato e nastro, oppure per tre quartetti d'archi o orchestra d'archi (1998)
- Know What Is Above Youper 4 voci femminili (1999)
- Three Tales video opera in 3 parti (1998–2002, con Beryl Korot)
- Dance Patterns per 2 xilofoni, 2 vibrafoni e 2 pianoforti (2002)
- Cello Counterpoint per violoncello amplificato e nastro magnetico (2003)
- You Are (Variations) per quattro voci e ensemble (2004)
- For Strings (with Winds and Brass) per orchestra (1987/2004)
- Variations for Vibes, Pianos, and Strings (2005)
- Daniel Variations per quattro voci e ensemble (2006)
- 2x5 (2008) 2 drum set, 2 pianoforti, 4 chitarre elettriche e 2 bassi elettrici
- Double Sextet (2009) per ensemble misto amplificato e nastro, o doppio ensemble misto (live)
- WTC 9/11(World Trade Center) (2010) quartetto d'archi e nastro magnetico
- Radio Rewrite (2012) per ensemble (2 pianoforti, 2 vibrafoni, 1 clarinetto, 1 flauto, quartetto d'archi e basso elettrico)
- Traveler's Prayer (2020) per ensemble 11 strumenti e 4 voci.